# Калитвенец
Калитвенец (в верховье Большой Калитвенец) — река в России, протекает по территории Тарасовского и Каменского районов Ростовской области. Левый приток Северского Донца. Длина реки — 91 км. Площадь водосборного бассейна — 1170 км².
Река начинается из родника в урочище Белоусов у точки слияния балок Колпакова, Строганова и Малый Калитвенец. Имеет глубокую долину с крутыми каменистыми склонами, кое-где поросшими деревьями и кустарником. Калитвенец не многоводен, но имеет постоянное течение. В низовье на Калитвенце находится хутор Красный Яр.

## Притоки
(указано расстояние от устья)
- 19 км: река Малый Калитвенец
- 66 км: река Лиманец
- 74 км: река Грачи
- 82 км: река Вьянки

## Исторические упоминания
Упоминается в Книге Большому чертежу (Вторая редакция, 1627 год):

А ниже Глубокого пала в Донец речка Колитвенец, от Глубокие верст с 15.

Также упоминается в Первой русской энциклопедии В.Татищева:

Калитвинец, донская станица на левом берегу Донца, при устье речки Калитвеницы, выше Калитвы 33, ниже Каменной 18 верст.

## Фотографии

Май, 2015
Мост на дороге из Калитвенской в Красный Яр
Вид реки в Красном Яру